# William Cameron Townsend
William Cameron Townsend (Eastvale, 9 luglio 1896 – Waxhaw, 23 aprile 1982) è stato un missionario protestante statunitense che operò durante il XX secolo.

## Biografia ed attività
Quando era giovane, Cameron Townsend, provò a diffondere la Bibbia spagnola in Guatemala nel 1917-18, ma scoprì che la maggioranza della popolazione non conosceva lo spagnolo. Ma neanche avevano una forma scritta della loro lingua, il Cakchiquel. Quindi decise di abbandonare la vendita delle Bibbie e incominciò a vivere tra i Cakchiquel, apprese la loro lingua, creò un alfabeto, analizzò la grammatica e tradusse il Nuovo Testamento in soli 10 anni. 
Per le altre minoranze linguistiche, Townsend aprì Camp Wycliffe in Arkansas nell'estate 1934. Il campo venne progettato con l'obiettivo di istruire le persone adatte a tradurre la Bibbia nelle varie lingue. Da questo semplice avvio sono nate istituzioni come Summer Institute of Linguistics (SIL), Wycliffe Bible Translators, Wycliffe Associates e il dipartimento tecnico di SIL conosciuto come JAARS.
La sua organizzazione è ancora attiva ed è famosa per ridurre gli impatti culturali e per porre al centro della propria attività soprattutto le traduzioni della Bibbia nei linguaggi dei popoli ospitanti. Una parte importante dell'attività missionaria riguarda sia l'insegnamento alle popolazioni native sia l'apprendimento della lingua del luogo da parte dei missionari stessi. Le attività culturali sono supportate da un'efficiente struttura logistica composta di servizi aerei e radio.